# Intraspezifische Beziehung
Intraspezifische Beziehungen sind Beziehungen von Individuen bzw. Populationen einer Art untereinander und ein wichtiger Untersuchungsgegenstand der Ökologie. Der Gegensatz dazu sind Beziehungen zwischen Individuen oder Populationen verschiedener Arten, die interspezifischen Beziehungen.
Arten von Intraspezifischen Beziehungen sind folgende:
- Intraspezifische Konkurrenz
- Interferenz
  - Aggression
  - Allelopathie
- Allianz (Ökologie)
- Sozialität